# Județele Lituaniei
Lituania conține 10 județe (lituaniană: apskritis, plural - apskritys), fiecare numit după reședința sa. Județele sunt divizate în 60 de municipalități (lituaniană: singular - savivaldybė, plural - savivaldybės): 9 orașe municipalități, 43 districte și 8 municipalități simple. Fiecare municipalitate este divizată în seniūnijos (singular - seniūnija) ce pot fi traduse aproimativ prin consiliile seniorilor. Diviziunile au fost create în 1994 și un pic modificate în 2000. 
| Idx | Stemă | Apskritis   | Capitală    | Suprafață (loc) | Populație (loc)  | Densitate (loc) | Harta |
| --- | ----- | ----------- | ----------- | --------------- | ---------------- | --------------- | ----- |
| 1   |       | Alytus      | Alytus      | 5.425\|(6)\|    | 188.000\|(7)\|   | 34,7 (8)        |       |
| 2   |       | Kaunas      | Kaunas      | 8.060\|(3)\|    | 702.100\|(2)\|   | 87,1 (2)        |       |
| 3   |       | Klaipėda    | Klaipėda    | 5.209\|(7)\|    | 386.100\|(3)\|   | 74,1 (3)        |       |
| 4   |       | Marijampolė | Marijampolė | 4.463\|(8)\|    | 188.800\|(6)\|   | 42,3 (5)        |       |
| 5   |       | Panevėžys   | Panevėžys   | 7.881\|(4)\|    | 300.300 \|(5)\|  | 38,1 (7)        |       |
| 6   |       | Šiauliai    | Šiauliai    | 8.540(2)\|      | 370.400 \|(4)\|  | 43,4 (4)        |       |
| 7   |       | Tauragė     | Tauragė     | 4,411\|(9)\|    | 134,300 \|(10)\| | 30,4 (9)        |       |
| 8   |       | Telšiai     | Telšiai     | 4.350\|(10)\|   | 180.000 \|(9)\|  | 41,4 (6)        |       |
| 9   |       | Utena       | Utena       | 7.201\|(5)\|    | 186.400 \|(8)\|  | 25,9 (10)       |       |
| 10  |       | Vilnius     | Vilnius     | 9,760\|(1)\|    | 850,700 \|(1)\|  | 87.2 (1)        |       |

## Municipalități
Harta următoare prezintă municipalitățile delimitate în cadrul județelor. Opt orașe municipalități și nouă alte municipalități sunt indicate prin numere.
| 1 - Vilnius 2 - Kaunas 3 - Klaipėda | 4 - Panevėžys 5 - Šiauliai 6 - Alytus | 7 - Municipalitatea Birštonas 8 - Palanga 9 - Visaginas 10 - Municipalitatea Neringa |